# 314808 Martindutertre
314808 Martindutertre è un asteroide della fascia principale. Scoperto nel 2006, presenta un'orbita caratterizzata da un semiasse maggiore pari a 2,5974947 UA e da un'eccentricità di 0,1233978, inclinata di 14,54126° rispetto all'eclittica.
L'asteroide è dedicato a Saint-Martin-du-Tertre, località francese.